# 明天會是更好的一天
《明天會是更好的一天》是2025年7月7日起於富士電視台的月九時段播出的電視劇，由福原遙主演。
台灣由friDay影音於2025年7月8日起獨家跟播。

## 登場人物

### 主要人物
- 夏井翼：福原遙

神奈川縣警浦崎警察署強行犯係的刑警。某日，被調派至濱瀨市兒童諮商中心。
- 藏田總介：林遣都[1]

兒童諮商中心的資深社工（日本稱呼其職位為「兒童福祉司」）。夏井的指導者兼搭檔。

### 濱瀨市兒童諮商中心
- 蒔田向日葵：生田繪梨花[2]

兒童心理司。
- 蜂村太一：風間俊介[2]

資深社工。夏井所屬蜂村班的班長。育有一子，但因與妻子離婚很少能見到面。
- 野良信子：小林喜名子（日语：小林きな子）[3]

擁有25年資歷的資深社工。育有2兒。口袋裡總是有零食。
- 桐谷聖夜：濱尾範高（日语：濱尾ノリタカ）[3]

社工。不太會察言觀色。
- 櫻木里治郎：勝村政信[4]

所長。

### 兒童諮商中心附設臨時保護所
- 南野丞：柳葉敏郎[4]

課長兼保育員。曾是另一所兒童諮商中心的所長，退休後作為保育員重回兒童諮商中心。
- 栗原芽衣：莉子[3]

新人保育員。
- 野口風雅：二之宮陸登

已經將近一年未回家的男童。
- 坂西青葉：市野葉

成長於單親家庭，與父親同住，由於父親正在住院，而來到臨時保護所。
- 岩本花蓮：吉田萌果

由於母親的身心不安定、無法照顧小孩，而來到臨時保護所。

### 浦崎警察署
- 作間拳史：飯田基祐（日语：飯田基祐）[3]

刑事課長。夏井的前上司。
- 梶合氣：西山潤（日语：西山潤）[3]

夏井的同期。

### 其他人物
- 財前元氣：町田悠宇（日语：町田悠宇）[3]

兒童諮商中心的委託律師。
- 安西夢乃：尾碕真花[5]

夏井的個案對象。沒有意識到自己忽視孩子並疏於照顧他們的單親媽媽。育有2子、無業。
- 安西夢：千葉惣二朗

夢乃的長子。為了果腹不得不偷竊便利商店的食物。
- 安西奏夢：小時田咲空

夢乃的次子。
- 工藤沙織：笛木優子[6]

蜂村的前妻。
- 工藤功太：三浦綺羅[6]

蜂村與沙織的兒子。

## 製作團隊
- 劇本：谷碧仁（日语：谷碧仁）、大北遙（日语：大北はるか）、中園勇也、本田隆朗、蓼内健太
- 配樂：
- 主題曲：JUJU（Sony Music Labels）[7]
- 導演：相澤秀幸、下畠優太、保坂昭一
- 製作人：宮崎暖
- 製作人：熊谷理惠、三浦和佳奈
- 制作協力：大映電視
- 制作著作：富士電視台

## 播出日程
- 第1集加長30分鐘（21:00 - 22:24）。

| 集數                                                       | 首播日期 | 日文標題 | 中文標題 (friDay影音)          | 編劇          | 導演     | 收視率 |
| ---------------------------------------------------------- | -------- | -------- | ------------------------------ | ------------- | -------- | ------ |
| 第1話                                                      | 7月07日  |          | 全新的挑戰                     | 谷碧仁 大北遙 | 相澤秀幸 | 7.1%   |
| 第2話                                                      | 7月14日  |          | 偷竊的男孩與逃票的女孩         | 谷碧仁 大北遙 | 相澤秀幸 | 6.4%   |
| 第3話                                                      | 7月21日  |          | 忽視孩子的母親與過度關心的母親 | 中園勇也      | 相澤秀幸 | 5.7%   |
| 第4話                                                      | 7月28日  |          | 結案後的聯繫                   | 本田隆朗      | 下畠優太 | 5.7%   |
| 第5話                                                      | 8月04日  |          | 放火的少年                     | 谷碧仁        | 保坂昭一 | 5.7%   |
| 第6話                                                      | 8月11日  |          | 消失的孩子                     | 中園勇也      | 下畠優太 | 4.6%   |
| 第7話                                                      | 8月18日  |          | 極限與兩難                     | 蓼内健太      | 保坂昭一 | 5.5%   |
| （收視率由Video Research調查關東地區、家戶的即時統計資料） |          |          |                                |               |          |        |

## 外部連結
- 官方网站－富士電視台（日語）
  - 電視劇的X（前Twitter）
  - 電視劇的Instagram帳戶
  - 電視劇的TikTok

| 日本 富士電視台 週一晚間九點連續劇 | 日本 富士電視台 週一晚間九點連續劇    | 日本 富士電視台 週一晚間九點連續劇 |
| ---------------------------------- | ------------------------------------- | ---------------------------------- |
|                                    | 明天會是更好的一天 （2025年7月7日－） |                                    |
| （2025年4月14日－6月23日）         | —                                     |                                    |